# Еміліян Доростольский
Св. Еміліян (Омелян) Доростольский (пом. у 363, Силістра, Римська імперія) — один з перших слов'янських християнських святих та мучеників римського періоду. Був рабом градоначальника. 
Святий мученик Еміліян, слов'янин, постраждав за Христа під час царювання імператора Юліана Відступника (361—363 рр.). Бажаючи відновити в Римській імперії культ язичницьких богів, Юліан розіслав всіма провінціями наказ, згідно з яким всіх християн мали стратити. 
Святий Еміліян був рабом місцевого градоначальника й таємним християнином. Обурений жорстоким наказом, Еміліян проник в язичницьке капище, розбив молотком статуї ідолів, перекинув вівтарі і світильники і вийшов, ніким не помічений. Незабаром язичники виявили, що капище було розгромлене. Розлючений натовп став бити одного селянина, який випадково проходив поруч. Тоді святий Еміліан голосно крикнув, щоб не чіпали безневинної людини, і сказав, що сам поруйнував капище. За наказом сановника святого Еміліяна довго і нещадно били, а потім засудили на спалення. Кинутий у багаття, він не загинув, але полум'я обпалило багато тих язичників, що стояли навколо. Багаття загасло, святий Еміліян ліг на догораюче вугілля і з молитвою помер у 363 році. 
Пам'ять — 31 липня (Пам'ять Святих Отців шести Вселенських Соборів. Св. муч. Якинта, що в Амастиді. Св. муч. Еміліяна.)

## Джерело
- Рубрика Покуття. Календар і життя святих. (дозвіл отримано 9.01.2008)